# گاندسبرگن
گاندسبرگن (به آلمانی: Gandesbergen) یک شهر در آلمان است که در Nienburg واقع شده‌است. گاندسبرگن ۴۶۶ نفر جمعیت دارد.